# Мустафины
Мустафины (Мустофины) — княжеский и дворянский род татарского происхождения.
Существует несколько дворянских родов с таким именем, среди которых наиболее известный княжеский род Мустафиных.
Потомство казанского царевича Муртазы Мустафина, сына царевича Мустафы. В писцовых книгах (1624—1626) Мамет Аипович Мустафин, и в царской грамоте от 31 января 1686 стольник Фёдор Ахмаметьевич Мустафин, названы князьями.
С начала XVII века Мустафины именовались уже не мурзами, а князьями. В конце того же века многие из них были стольниками. Род Мустафиных внесён в V часть дворянской родословной книги Нижегородской губернии.
В Боярских книгах род писался и с дворянским и княжеским титулами.
Дворянский род берет своё начало от Мустафина Кирилла, который по грамоте царя Алексея Михайловича (1670) пожалован из его Курмышинского и Арзамасского поместья в вотчину с крестьянами и всеми угодьями (Герб. Часть XII. № 97).
Определением Правительствующего Сената от 25 ноября 1802 года, от 26 марта 1842 года, от 25 декабря 1847 года и 17 мая 1855 года утверждены в достоинстве татарских князей, с внесением в VI часть родословной книги:
1. Коллежский асессор князь Василий Иванович Мустафин и его сын: Федор.
2. Коллежский секретарь Николай с сыновьями: Николаем и Дмитрием.
3. Майор Алексей с сыновьями: Александром, Василием и Иваном.
4. Подполковник Иван с детьми: Александром и Екатериной.
5. Полковник Александр с детьми: Александром, Дмитрием, Василием, Надеждою, Олимпиадою и Саррою.
6. Олимпиада и Екатерина Васильевны Мустафины[3].

## Описание гербов

#### Герб. Часть XX. № 34.
Княжеский герб Мустафиных: щит пересечён. В верхней лазуревой части золотой равноконечный с широкими концами крест, под ним серебряный полумесяц рогами вверх (польский герб Шелига). В нижней золотой части чёрный крылатый змей с червлёными глазами и языком. На щите зелёная чалма с серебряным пером и червлёным камнем в середине. Щит покрыт княжеской мантией и увенчан княжеской шапкой.

#### Герб. Часть XII. № 97.
В чёрном щите серебряный столб, обременённый в середине червлёным греческим крестом, сопровождаемым вверху и внизу червлёными полумесяцами, обращёнными вправо. По бокам серебряного столба по золотому вертикальному колосу. Щит увенчан дворянским коронованным шлемом. Нашлемник: рука в чёрном одеянии, вытянутая вверх, держит накрест два золотых колоса со стеблями. Намёт: справа чёрный с серебром, слева червлёный с серебром.

## Известные представители (князья)
- Князь Мустафин Александр Мамаделеев — стольник (1680-1692).
- Князь Мустафин Алексей Бегишев — стольник (1690-1692).
- Князь Мустафин Андрей Ибрагимов — стольник (1690-1692).
- Князь Мустафин Василий Акмаметев — стольник (1690-1692).
- Князь Мустафин Дмитрий Акмамет-Мурзин — стольник (1686-1692).
- Князь Дмитрий Тахтаралей-Мурзин — стольник (1680-1686).
- Князь Мустафин Иван Алмашев — стольник (1690-1692).
- Князь Иван Байбашев — стольник (1690-1692).
- Князь Иван Смольянин-Мурзин — стряпчий, стольник (1692).
- Князь Федор Акмамет-Мурзин — стольник (1692).
- Князь Федор Тахтаралей-Мурзин — стольник (1679).

## Известные представители (дворяне)
- Мустафин Иван Богданович — московский дворянин (1673-1677).
- Мустафин Родион Михайлович — московский дворянин, стольник (1692).
- Мустафины: Савва и Федор — стольники (1680-1692)[1].
- Мустафин Савва Ильич — жилец, воевода в Чёрном-Яре (1682-1683)[4].